# Unione Sportiva Lucchese Libertas 1971-1972
Questa voce raccoglie le informazioni riguardanti l'Unione Sportiva Lucchese Libertas nelle competizioni ufficiali della stagione 1971-1972.

## Rosa
| N. |                   | Ruolo | Calciatore           |
| -- | ----------------- | ----- | -------------------- |
|    | Italia (bandiera) | A     | Gregorio Basilico    |
|    | Italia (bandiera) | A     | Umberto Campioli     |
|    | Italia (bandiera) | C     | Federico Caputi      |
|    | Italia (bandiera) | D     | Elienzo Ceriani      |
|    | Italia (bandiera) | D     | Antonio De Luca      |
|    | Italia (bandiera) | D     | Armando Francesconi  |
|    | Italia (bandiera) | C     | Fabrizio Giovannetti |
|    | Italia (bandiera) | C     | Michele Illiano      |
|    | Italia (bandiera) | P     | Franco Mancini       |
|    | Italia (bandiera) | C     | Rauol Mannino        |

| N. |                   | Ruolo | Calciatore       |
| -- | ----------------- | ----- | ---------------- |
|    | Italia (bandiera) | P     | Daniele Nunziati |
|    | Italia (bandiera) | C     | Sergio Orlandi   |
|    | Italia (bandiera) | A     | Paolo Pieri      |
|    | Italia (bandiera) | A     | Bruno Santon     |
|    | Italia (bandiera) | C     | Scotto           |
|    | Italia (bandiera) | D     | Raffaele Spadaro |
|    | Italia (bandiera) | A     | Tiziano Stevan   |
|    | Italia (bandiera) | C     | Giuseppe Tacconi |
|    | Italia (bandiera) |       | Taddeini         |
|    | Italia (bandiera) | D     | Vallacchi        |